# Povedadaphne quadriporata
Povedadaphne quadriporata là một loài thực vật thuộc họ Lauraceae. Đây là loài đặc hữu của Costa Rica.